# Flipboard
Flipboard è un'applicazione lanciata nel luglio 2010 (originariamente solo per iPad) che consente di creare un personal social magazine.
Una volta scelti argomenti di interesse, il servizio aggrega il materiale individuato da diverse fonti (siti di testate giornalistiche, blog e reti sociali), impaginandolo come fosse una rivista digitale. L'utente ha modo di personalizzare ulteriormente i contenuti della propria rivista, aggiungendo nuovi elementi o persone da seguire; è inoltre possibile condividere il link alla propria raccolta di articoli.
Il 5 marzo 2014, Flipboard annuncia il partenariato con la CNN e l'acquisizione di Zite, sino ad allora applicazione "rivale" nella tecnologia di personalizzazione dei flussi informativi. Dal 10 febbraio 2015 Flipboard è disponibile anche per desktop.